# Michel Cailloux
Pour les articles homonymes, voir Cailloux.
Michel Cailloux, né le 1er octobre 1931 à Issoudun en France et mort le 3 septembre 2012 à Montréal,, est un prestidigitateur, écrivain et scénariste québécois d'origine française. Il est titulaire d'un baccalauréat en lettres et en philosophie.

## Biographie
Michel Cailloux participe à plusieurs émissions jeunesse au Québec. Il est l'auteur et personnage-vedette de Michel le Magicien de la série télévisée jeunesse La Boîte à Surprise.
À compter de la saison 1959-1960, Michel Cailloux dessine, et crée alors, la vraie "Bobinette " (une marionnette qui incarne la petite sœur de Bobino), il devient l’auteur de la série télévisée jeunesse Bobino qui connaît un record mondial de longévité (1957-1985) avec plus de 5 000 épisodes.
Parallèlement, Michel Cailloux collabore à l’écriture de nombreuses séries télévisées pour les enfants:
- Picolo
- Marie Quat'Poches
- Les Oraliens
- Le Roi Goulaf (ou Rikiki de La Boîte à Surprise)
- La Souris verte
- Tape-Tambour
- Poil de carotte (dessin animé franco-québécois inspiré de Jules Renard)

En 1972, à la demande de la réalisatrice Hélène Roberge, Michel Cailloux entreprend l'écriture des textes de Nic et Pic, série jeunesse qui devient très vite la plus vendue de Radio-Canada.
À partir de 1989, désireux de partager ses expériences et son amour de la langue française, Michel Cailloux parcourt les écoles du Québec et du Nouveau-Brunswick pour y animer des ateliers d’écriture basés sur le conte. Il dirige plus de 3 000 de ces ateliers.
Outre son implication auprès des jeunes, on lui doit l'écriture de deux télé-théâtres : Les Hutto père et fils (1957) et Il faut marier Colombe (1957).
Michel Cailloux est membre de l’Union des artistes, de la SARTEC, de la SACD, de l'International Brotherhood of Magicians.
Michel Cailloux, résident de Laval depuis plus de 50 ans, souffre de la maladie de Parkinson lorsqu'il est hospitalisé le samedi 1er septembre 2012 à l'Hôpital Notre-Dame de Montréal pour une pneumonie. Il y décède le lundi 3 septembre 2012 
.
Le fonds d'archives de Michel Cailloux est conservé au centre d'archives de Montréal de Bibliothèque et Archives nationales du Québec.

### Famille
Michel Cailloux et son épouse ont trois filles, Marie-France, Brigitte et Sophie, toutes trois nées au Québec. Il est le frère d'André Cailloux.

## Michel le Magicien
Durant l'été 1956, Michel Cailloux interprète le rôle du fakir Murad-Bey, un fakir magicien, dans le cadre d'une émission de Radio-Canada : Le Cirque Alphonsino. C'est alors que Fernand Doré, directeur de la section jeunesse, lui propose de poursuivre sa carrière de magicien en devenant l'un des personnages de l'émission La Boîte à Surprise, qui allait prendre l'antenne à l'automne 1956. C'est ainsi qu'est né Michel le Magicien.
Dans le cadre de La Boîte à Surprise, généralement, Monsieur Surprise introduisait Michel le Magicien en interprétant les paroles de cette chanson: Abracadabra c'est le maître, il fait tout apparaître. Abracadabra les copains, voilà Michel le Magicien. Abracadabra, bonjour!.
Au cours de ses performances, Michel Cailloux fera un grand usage de poudre de perlimpinpin et utilisera sa fameuse formule :
Ali-Baba, pyjama, qu'est-ce que tu fais là ? Pingui, pingo, pingo les noix, bibelin, bibelo, pompon la galipette!,.
Durant l'été 1958, Le Vagabond, petit théâtre ambulant géré par la ville de Montréal, présente dans les parcs un spectacle de marionnettes; parmi celles-ci, l'une à l'effigie de Michel le Magicien s'exprimait grâce à la voix enregistrée de Michel Cailloux.
À cette époque, on le retrouve également en tournée de promotion pour les journaux Claire et François…  Puis, c'est la revue Ali-Baba, un spectacle sur scène, en compagnie du pirate Maboule, de Fanfreluche et de Madame Bec-Sec, autres fameux personnages de La Boîte à Surprise. On peut aussi citer ses participations au Carnaval de Québec et à la Foire Brayonne d'Edmundston.
La carrière télévisuelle de Michel le Magicien se poursuit à travers les séries Picolo, Charamoule (réalisateur: Pierre Duceppe), Alphabus (production : Panacom et Canal Famille)…

## Curriculum vitæde Michel Cailloux
(janvier 2025).

## Œuvres

### Bandes dessinées
- Le journal fou, fou, fou, Michel Cailloux; ill. Norbert Fersen. Saint-Lambert : Les Éditions Héritage, 1973. (collection. Bobino et Bobinette).
- Nic et Pic: Le Dangereux inventeur, Michel Cailloux; ill. Claude Poirier et Serge Wilson. Éditions Ici Radio-Canada (Montréal) et Les Éditions Héritage (Saint-Lambert), 1974, 16 pages. (collection Albums Héritage),
- Bobino et Bobinette : Le rayon Oméga, Michel Cailloux; ill. Norbert Fersen. Éditions Ici Radio-Canada (Montréal) et Les Éditions Héritage (Saint-Lambert), 1974.
- Nic et Pic : le génie de l'érablière, Michel Cailloux; ill Claude Poirier et Serge Wilson. Éditions Ici Radio-Canada (Montréal) et Les Éditions Héritage (Saint-Lambert), 1975.
- Nic et Pic : la fée Draglonne, Michel Cailloux; ill. Claude Poirier et Serge Wilson. Éditions Ici Radio-Canada (Montréal) et Les Éditions Héritage (Saint-Lambert), 1975.
- Nic et Pic en Espagne, auteur et dessinateur non spécifiés, d’après les personnages et les textes de Michel Cailloux, Pierre Régimbald et Nicole Lapointe, Les Éditions du Domino, Paris, France, Radio-Canada et Éditions Héritage, 1976, 175 mm X 175 mm, 20 pages.
- Nic et Pic et le pirate, Michel Cailloux; ill. Claude Poirier et Serge Wilson. Éditions Ici Radio-Canada (Montréal) et Les Éditions Héritage, 1977.
- Nic et Pic : Complot en Amérique du Sud, Michel Cailloux; ill. Claude Poirier et Serge Wilson. Éditions Ici Radio-Canada (Montréal) et Les Éditions Héritage, 1977.
- Arbre 1990, Michel Cailloux en collaboration avec l’illustrateur Frédéric Back et le groupe d’action nord-sud. Revue du ministère de l’Énergie et des Ressources du Québec. Publiée en français et en anglais.

### Matériel pédagogique
- Avec Bobinette, j’apprends l’alphabet, Michel Cailloux; ill. Anna-Maria Ballint, Saint-Lambert : Les Éditions Héritage, 1984. Réédition en 1991. (collection Héritage jeunesse).
- Avec Bobinette, j’apprends à compter, Michel Cailloux; ill. Anna-Maria Ballint, Saint-Lambert : Les Éditions Héritage, 1983. Réédition en 1991. (collection Héritage jeunesse).
- Le Catéchisme de Bobinette, Michel Cailloux; ill. Caroline Mérola, Montréal: Les Éditions Paulines, 1988.
- Avec Bobinette, j’apprends les formes, Michel Cailloux; ill. Anna-Maria Ballint, Saint-Lambert : Les Éditions Héritage, 1990. (collection Héritage jeunesse).
- Avec Bobinette, j’apprends les couleurs, Michel Cailloux; ill. Anna-Maria Ballint, Saint-Lambert : Les Éditions Héritage, 1990. (collection Héritage jeunesse).

### Textes dramatiques
- Bobino, Bobinette et Cie, Michel Cailloux; ill. Hélène Desputeaux. Montréal : Les Éditions Pierre Tisseyre, 1988. 208 pages.

## Ouvrages pratiques
- Michel-le-Magicien : Album, Magie, trucs et contes, Michel Cailloux (texte et illustrations), Saint-Lambert : Les Éditions Héritage, Albums Héritage H-132, non paginé mais environ 48 pages, 1972.
- J’apprends la magie avec Michel-le-Magicien, Michel Cailloux; ill. Michèle Devlin. Saint-Lambert : Les Éditions Héritage, 1991. (collection Héritage jeunesse).
- Learning Magic with Michel the Magician, Michel Cailloux; ill. Michèle Devlin. Saint-Lambert : Les Éditions Héritage, 1992. (livre primé par the Canadian Children’s Book Center de Toronto, en 1993).
- Michel Cailloux a également publié plusieurs albums d’activités pour les enfants aux Éditions Héritage et aux Éditions Ici Radio-Canada, et signé quantité d’articles de revues pour les jeunes (Journal François, Vidéo-Presse, etc.).

### Journaux, hebdomadaires et autres périodiques
- À l'impossible, nul n'est tenu! - Il a beau être magicien, il ne ressuscite pas les morts, texte de Guy Trottier, Le Petit Journal, du 17/5/59 au 24/5/59, page 122.
- « Bobino est non seulement une formule championne, c'est ma vie » - Michel Cailloux, texte de Stéphane St-Amour, Contact Laval, 18 avril 1984, pages 1 et 3. Commentaire: Survol de la carrière de Michel Cailloux.
- Rencontre : Bobinette… et son père Michel Cailloux, texte de Henry Égretaud, L'Alliance, Magazine bimenstriel publié par l'Alliance des professeures et professeurs de Montréal (C.E.Q.), mai-juin 1988, pages 12 et 13.
- La petite histoire de Michel-le-magicien, texte de Marcelle Ouellette, Le lundi, 25 juin 1988, pages 52 et 53.
- Cailloux Soirée bénéfice pour la Fondation lavalloise des lettres, texte de Gabriel jean, L'Échos de Laval (Édition Internet), 26 octobre 2010.
- La grande aventure de Bobino - Michel Cailloux a écrit plus de 5 000 épisodes en 26 ans, texte de Gabriel St-Jean, L'Échos de Laval (édition internet), 27 novembre 2010.
- Michel-le-Magicien fait toujours de la magie - 65 ans de tours et d'illusions[17], texte de Gabriel Jean, L'Échos de Laval (Édition Internet), 1er décembre 2010, publié le jeudi 2 décembre 2010 (édition papier), page 80.
- Michel, la peinture et la musique - 3e volet du Mois de Michel Cailloux, texte de Gabriel jean, L'Échos de Laval (Édition Internet), 16 décembre 2010.
- Michel Cailloux et la langue française: un héritage imposant, texte de Gabriel jean, L'Échos de Laval (Édition Internet), 16 décembre 2010, publié le jeudi 18 décembre 2010 (édition papier), page 75.

### Discographie
Série Nic et Pic
33 1/3 tours
- Nic et Pic, contes : « L’Arche de Noé » et « La Sorcière Draglonne », Textes : Michel Cailloux, Réalisation : Hélène Roberge, Fantel, FA 39402, Éditions Ici Radio-Canada. Édition canadienne.
- Nic et Pic, contes : « L’Arche de Noé » et « La Sorcière Draglonne », Textes : Michel Cailloux, Réalisation : Hélène Roberge, Le petit escargot, ESC 330, CBS, 1975. Édition européenne.

Note : chacun des contes de ce 33 1/3 tours a fait l'objet d'un 45 tours portant l'étiquette Le petit escargot.
Série Bobino
Disque 33 1/3 tours de 7" :
- Bobino et Bobinette, Stade 1, Select, SMM-733.005, 1966.
- Bobino et Bobinette, Stade 2, Select, SMM-733.025, 1966.

Disque vinyle 33 1/3 tours de 12" :
- Bobino et Bobinette, Vol. 1 : « au laboratoire[18][réf. incomplète] », Select, M-298.067, 1964.
- Bobino et Bobinette, Vol. 2 : « Cours Uvernisitaires[19] », Select, M-298.087, 1965.
- Bobino et Bobinette, Vol. 3 : « à l’auberge », Select, M-298-117, 1968.
- Bobino et Bobinette, Vol. 4 : « Voyajologie », Select, M-298.124, 1969.
- Bobino et Bobinette, Vol. 5 : « à la librairie », Select, S-398.147, 1969.
- Bobino et Bobinette, Vol. 6 : « le temps des fêtes », Select, S-398.185, 1970.
- Bobino et Bobinette, « racontent Beethoven », Select, S-398.216, 1972.
- Bobino et Bobinette, « racontent Schubert », Select, S-398.217, 1972.
- Bobino et Bobinette, « racontent Mozart », Select, S- 398.218, 1974.
- Bobino et Bobinette, « racontent Chopin », Select, Scc-13.063, 1980.
- Bobino et Bobinette, « à la ferme », Select, SSC 13064, 1980.
- Bobino et Bobinette, « farces du petit âge et du moyen âge », Select, SSC-13074, Montréal, 1980.
- Bobino et Bobinette, « Vol. X ou Y : Échantillons d'anniversaire », Select, SSC-13079, 1981. (Extraits de disques précédents tirés de l'émission Bobino, diffusée au réseau de télévision de Radio-Canada)

CD
- Bobino et Bobinette, VOX 7962-2 Fonovox, Fonovox : Distribution Fusion III, Montréal, 1998.

### Vidéographie
VHS
- SRC : Classiques des années soixante, SRC Vidéo, Année de production à préciser (ce coffret comprend divers épisodes de la télévision jeunesse de Radio-Canada dont un épisode de Bobino : la 1000e émission)
- SRC : Les meilleurs épisodes de Bobino, SRC Vidéo, Imavision 21
  - Volume 1 : 1. Le Crayon Rouge ; 2. La tristesse de Giovanni ; 3. La disparition de Giovanni ; 4. Les Postiches.
  - Volume 2 : 1. Diogène ; 2. Le téléphone qui fait rire ; 3. Blanche-Neige ; 4. La corneille voleuse.
  - Volume 3 : 1. Le capitaine des pompiers ; 2. L'agent secret ; 3. Le Carnaval des Animaux ; 4. Le spécialiste en oto-rhino-laryngologie.
- Les grands secrets de Michel le magicien[20], Video Integral et Sodinart International, 1994
  - Volume 1, volume 2 et volume 3
- J'apprends la magie avec Michel-le-Magicien[21], Michel Cailloux. Paris, France: éd. Alpa Média, 1996

DVD
- Radio-Canada : Cinquante ans de grande télévision jeunesse, Imavision, 2007 (incluant diverses séquences d’archives inédites en DVD, biographies, quiz et synopsis)

Ce coffret comprend divers épisodes de la télévision jeunesse de Radio-Canada dont un épisode de Bobino : Les vacances (dernier épisode de la série)
- La Boîte à souvenirs : Volume 1, Classique jeunesse de Radio-Canada, 2008

Ce coffret comprend divers épisodes de la télévision jeunesse de Radio-Canada dont un épisode de Michel le magicien et quatre épisodes de Bobino : Le gâteau de Bobinette, La journée internationale de la musique, La machine volante (note: il y a eu une erreur dans le titre inscrit sur le coffret DVD. Il s'agit de l'épisode Ti-Jean Bonne Humeur) et Les affiches de sport

## Prix, trophées et distinctions
- 1964 et 1966 : Prix du disque de Montréal pour les albums-disques Bobino et Bobinette
- 1979 : premier prix du Children's Broadcast Institute, pour la série télévisée Nic et Pic
- 1987 : Camério d'honneur du Carrousel du film pour enfants de Rimouski
- 1988 : grand prix de l'Alliance des professeurs et professeures de Montréal
- 1989 : Prix du ministère des Communications du Québec, pour l'ensemble de son œuvre
- 1989 : Prix du Children's Broadcast Institute, pour l'ensemble de son œuvre
- 1993 : Prix de l'Excellence Artistique de Laval
- 2002 :  Officier de l'Ordre du Canada[22]
- 2002 : Médaille du jubilé de Sa Majesté la reine Élisabeth II
- 2003 : Médaille hommage du Conseil de Ville de Laval
- 2006 :  Chevalier de l'Ordre national du Québec[23]
- 2010 :  Chevalier de l'ordre des Arts et des Lettres, remise par le ministre français de la Culture[15], Frédéric Mitterrand.
- 2011 : Médaille des Grands Artisans de la Révolution tranquille à l’occasion du 50e anniversaire de création du ministère des Affaires culturelles, aujourd’hui le ministère de la Culture, des Communications et de la Condition féminine du Québec
- 2011 : Prix remis par les professionnels de la magie du Québec lors du lancement du livre Magiciens et mentalistes[16]